# ビクトル・バルデス

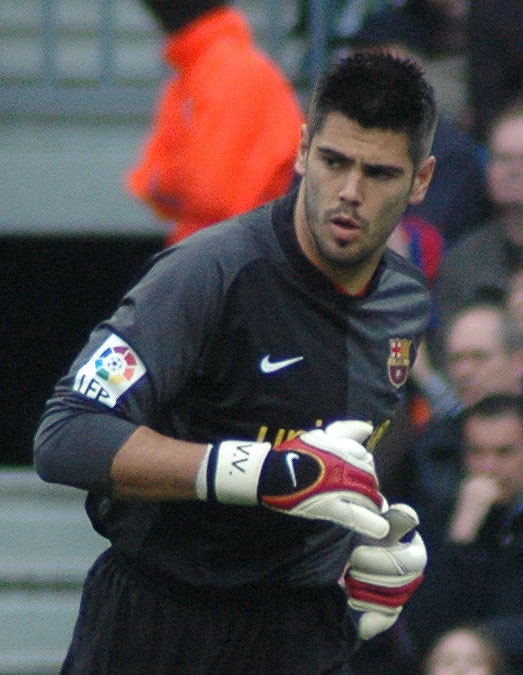
RCDマジョルカ戦でのバルデス

ビクトル・バルデス・アリーバス（Víctor Valdés Arribas スペイン語発音: [ˈbiktoɾ βalˈdes aˈriβas]、 1982年1月14日 - ）は、スペイン・カタルーニャ州バルセロナ県ルスピタレート・ダ・リュブラガート出身の元サッカー選手。元スペイン代表。ポジションはゴールキーパー。

## クラブ経歴

### 生い立ち
1992年7月1日、10歳にしてFCバルセロナの下部組織であるラ・マシアに入団したが、同年9月には家族と一緒にカナリア諸島に引っ越した。13歳となった1995年に再びFCバルセロナに復帰し、順調に下部組織のカテゴリーを昇格していった。

### バルセロナ
2002年8月14日、UEFAチャンピオンズリーグ予選のレジア・デ・バルソビア戦(3-0)でトップチームデビューを果たした。2002-03シーズン序盤はアルゼンチン代表のロベルト・ボナーノの控えであったが、ボナーノが満足のいくパフォーマンスを残せなかったため、ラドミール・アンティッチ監督が就任するとレギュラーに抜擢された。
2003年になるとボナーノは退団。代わりにトルコ代表のリュシュテュ・レチベルが加入し、再び控えに降格するかと思われたが、2003-04シーズンも引き続き出場機会を得た。2004年夏にリュシュテュ退団にともなって正GKの座を完全に掴んだ。2004-05シーズンはほぼ全試合に出場して6シーズンぶりのリーグ優勝を果たし、個人的にもサモラ賞を獲得した。2006年5月17日、チャンピオンズリーグ決勝のアーセナル戦では、ティエリ・アンリの至近距離からのシュートを2度も防ぐなど、14シーズンぶりのビッグイヤー獲得の立役者となった。試合後にはフランク・ライカールト監督に名指しで称賛された。2006-07シーズンは初めてリーグ戦38試合全てにフル出場した。
2007-08シーズンのチャンピオンズリーグでは、欧州カップ戦で466分間連続無失点を続け、1975年から1976年にかけてペレ・バレンティ・モラが記録したクラブ記録を更新した。2007年11月27日のリヨン戦でジュニーニョ・ペルナンブカーノに45ヤードの距離からの直接フリーキックを決められ、この記録は途切れた。2006-07シーズンはリーグ戦ではレアル・マドリードに次いで2位、チャンピオンズリーグも決勝トーナメント1回戦で準優勝のリヴァプールFCに敗れ連覇はならなかった。2007-08シーズンのリーグ戦では3位、チャンピオンズリーグも優勝したマンチェスター・ユナイテッドFCに準決勝で破れ、2季連続で無冠に終わった。2008年4月1日のチャンピオンズリーグ準々決勝、シャルケ04戦1stレグでバルセロナでの公式戦通算250試合出場を達成した。
2009年5月27日、チャンピオンズリーグ決勝で連覇を目指したマンチェスター・ユナイテッドを2-0で破り、リーガ・エスパニョーラ、コパ・デル・レイとあわせて「3冠（トレブル）」を達成した。この試合では前後半に1回ずつクリスティアーノ・ロナウドの決定機を防いだ。前半には遠めの位置からのフリーキックを防ぎ、後半には低いクロスに合わせたロナウドのシュートを防いだ。
8月20日、交際していた女性との間に第一子となる男児が誕生した。2009-10シーズンはリーグ戦で新記録となる勝ち点99を獲得し、自身4度目（グアルディオラ就任から2年連続）のリーグ制覇を成し遂げた。チャンピオンズリーグ準決勝インテル戦では、敗戦後に相手のジョゼ・モウリーニョ監督に詰め寄ってインテル幹部に制止された。
2011年8月29日のビジャレアルCFとの開幕戦に出場し、アンドニ・スビサレッタが保持していたゴールキーパーとしての公式戦クラブ最多出場記録（410試合）に並んだ。
11月1日、チャンピオンズリーググループステージのヴィクトリア・プルゼニ戦（4-0）でミゲル・レイナのクラブ記録（824分）を更新する公式戦895分連続無失点を達成した。また、この年はルイス・アルコナーダ（3季連続）を上回り史上初となる4季連続（通算5度目）となるサモラ賞も受賞し、バルサのレジェンドアントニ・ラマレッツの最多記録に並んだ。
2013年1月18日、2014年で終了する契約を延長せず同年限りで退団することを示唆した。
2014年6月、契約満了に伴いバルセロナを退団。7月にASモナコへの加入が迫ったが、3月に負った右ひざの前十字靭帯断裂の影響を受け、メディカルチェックをクリアできず破談となった。

### マンチェスター・ユナイテッド
10月24日、恩師ルイ・ファン・ハールが監督を務めるマンチェスター・ユナイテッドFCでリハビリをすることが発表された。
2015年1月8日、フリートランスファーでマンチェスター・ユナイテッドへの加入が正式発表された。契約期間は1年半。
2015年7月15日、U-21でのプレーを拒否したのを理由に「哲学に反した」とファン・ハールに戦力外を通告された。また、8月2日にトップチームのロッカーを撤去されU-21チームに移動させられたと報じられている。8月7日、チームの2015シーズンの背番号が発表されたが、バルデスの名前は無かった。

### スタンダール・リエージュ
2016年1月24日、ベルギーのスタンダール・リエージュへシーズン終了まで期限付き移籍。

### ミドルスブラ
2016年7月7日、2年契約でミドルスブラFCへ移籍。レギュラーポジションを掴みリーグ戦28試合に出場したが、チームは19位に終わり2部降格が決まった。2017年5月25日、双方合意の下でクラブとの契約を解消した。

### 引退
2017年8月17日、現役引退を表明したとスペインの複数メディアが報じた。今後は友人とともにテレビ制作会社「Cray4fun」を経営するという。

## 代表経歴

### スペイン代表

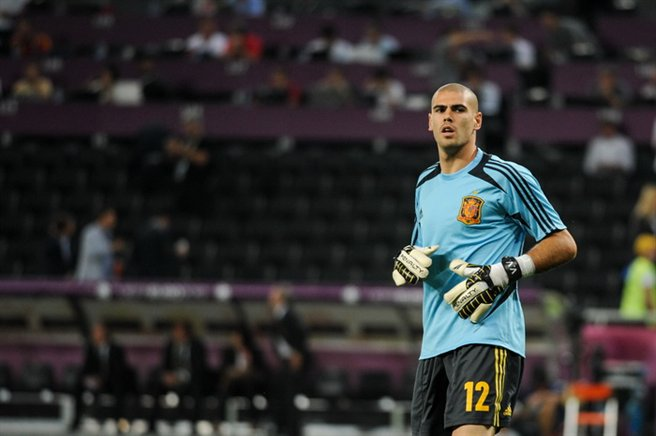
UEFA Euro 2012のバルデス

2005年、ウルグアイとの親善試合に臨むスペイン代表に初招集されたが、出場機会はなかった。2010年5月20日、2010 FIFAワールドカップの出場メンバー23人に選ばれた。背番号12を受け取り、イケル・カシージャスとペペ・レイナに次ぐ第3GKの役割を与えられた。6月3日、オーストリアのインスブルックで行われた韓国との親善試合で代表デビューを果たした。本大会では出場機会がなかったが、スペイン代表は初優勝を果たした。8月11日、メキシコとの親善試合の後半にカシージャスとの交代で試合に出場し、2キャップ目を刻んだ。
代表では基本的にカシージャスの控えという位置づけであり、初招集以降なかなか出番をもらえずにいたが、2010年以降はそれなりに出場機会も増えている。

### カタルーニャ代表
2004年からカタルーニャ代表に選ばれ、キャプテンを務めている。

## 監督
2018年6月22日、EDモラタラスのU-19チームの監督に就任することを発表した。EDモラタラスを率いてレアル・マドリードのユースチームを破りマドリー自治州王者になった。2019年7月19日バルセロナU-19の監督に就任することが発表された。

## 人物
- FCバルセロナの歴史の中で最も成功を収めたゴールキーパーの一人であり、5度のリーガ・エスパニョーラ優勝、1度のコパ・デル・レイ優勝、3度のUEFAチャンピオンズリーグ優勝を果たしている。FCバルセロナBから2002年にトップチームに昇格し[25]、2014年まで在籍した[26]。

## 個人成績
| クラブ                       | シーズン | リーグ         | リーグ戦 | リーグ戦 | カップ戦 | カップ戦 | 国際大会 | 国際大会 | その他 | その他 | 合計 | 合計 |
| クラブ                       | シーズン | リーグ         | 出場     | 得点     | 出場     | 得点     | 出場     | 得点     | 出場   | 得点   | 出場 | 得点 |
| ---------------------------- | -------- | -------------- | -------- | -------- | -------- | -------- | -------- | -------- | ------ | ------ | ---- | ---- |
| バルセロナB                  | 2000-01  | セグンダB      | 14       | 0        | -        | -        | -        | -        | 0      | 0      | 14   | 0    |
| バルセロナB                  | 2001-02  | セグンダB      | 43       | 0        | -        | -        | -        | -        | 0      | 0      | 43   | 0    |
| バルセロナB                  | 2002-03  | セグンダB      | 20       | 0        | -        | -        | -        | -        | 0      | 0      | 20   | 0    |
| バルセロナB                  | 通算     | 通算           | 77       | 0        | -        | -        | -        | -        | 0      | 0      | 77   | 0    |
| バルセロナ                   | 2002-03  | プリメーラ     | 14       | 0        | 0        | 0        | 6        | 0        | 0      | 0      | 20   | 0    |
| バルセロナ                   | 2003-04  | プリメーラ     | 33       | 0        | 6        | 0        | 5        | 0        | 0      | 0      | 44   | 0    |
| バルセロナ                   | 2004-05  | プリメーラ     | 35       | 0        | 0        | 0        | 8        | 0        | 0      | 0      | 43   | 0    |
| バルセロナ                   | 2005-06  | プリメーラ     | 35       | 0        | 0        | 0        | 12       | 0        | 2      | 0      | 49   | 0    |
| バルセロナ                   | 2006-07  | プリメーラ     | 38       | 0        | 0        | 0        | 8        | 0        | 4      | 0      | 50   | 0    |
| バルセロナ                   | 2007-08  | プリメーラ     | 35       | 0        | 6        | 0        | 11       | 0        | 0      | 0      | 52   | 0    |
| バルセロナ                   | 2008-09  | プリメーラ     | 35       | 0        | 0        | 0        | 14       | 0        | 0      | 0      | 49   | 0    |
| バルセロナ                   | 2009-10  | プリメーラ     | 38       | 0        | 0        | 0        | 12       | 0        | 5      | 0      | 55   | 0    |
| バルセロナ                   | 2010-11  | プリメーラ     | 32       | 0        | 0        | 0        | 11       | 0        | 1      | 0      | 44   | 0    |
| バルセロナ                   | 2011-12  | プリメーラ     | 35       | 0        | 0        | 0        | 11       | 0        | 5      | 0      | 51   | 0    |
| バルセロナ                   | 2012-13  | プリメーラ     | 31       | 0        | 0        | 0        | 11       | 0        | 2      | 0      | 44   | 0    |
| バルセロナ                   | 2013-14  | プリメーラ     | 26       | 0        | 0        | 0        | 6        | 0        | 2      | 0      | 34   | 0    |
| バルセロナ                   | 通算     | 通算           | 387      | 0        | 12       | 0        | 115      | 0        | 21     | 0      | 535  | 0    |
| マンチェスター・ユナイテッド | 2014-15  | プレミアリーグ | 2        | 0        | 0        | 0        | 0        | 0        | 0      | 0      | 2    | 0    |
| マンチェスター・ユナイテッド | 2015-16  | プレミアリーグ | 0        | 0        | 0        | 0        | 0        | 0        | 0      | 0      | 0    | 0    |
| マンチェスター・ユナイテッド | 通算     | 通算           | 2        | 0        | 0        | 0        | 0        | 0        | 0      | 0      | 2    | 0    |
| スタンダール・リエージュ     | 2015-16  | ジュピラー     | 5        | 0        | 2        | 0        | -        | -        | 1      | 0      | 8    | 0    |
| スタンダール・リエージュ     | 通算     | 通算           | 5        | 0        | 2        | 0        | -        | -        | 1      | 0      | 8    | 0    |
| ミドルズブラ                 | 2016-17  | プレミアリーグ | 28       | 0        | 0        | 0        | -        | -        | 0      | 0      | 28   | 0    |
| ミドルズブラ                 | 通算     | 通算           | 28       | 0        | 0        | 0        | -        | -        | 0      | 0      | 28   | 0    |
| 総通算                       | 総通算   | 総通算         | 499      | 0        | 13       | 0        | 115      | 0        | 22     | 0      | 650  | 0    |

## 代表歴

### 出場大会
- スペイン代表
  - 2010 FIFAワールドカップ

### 試合数
- 国際Aマッチ 20試合 0得点（2010年-2014年）[31]

| スペイン代表 | 国際Aマッチ | 国際Aマッチ |
| 年           | 出場        | 得点        |
| ------------ | ----------- | ----------- |
| 2010         | 3           | 0           |
| 2011         | 4           | 0           |
| 2012         | 3           | 0           |
| 2013         | 9           | 0           |
| 2014         | 1           | 0           |
| 通算         | 20          | 0           |

## タイトル

### クラブ
FCバルセロナ
- リーガ・エスパニョーラ：6回 (2004-05, 2005-06, 2008-09, 2009-10, 2010-11, 2012-13)
- コパ・デル・レイ：2回 (2008-09, 2011-12)
- スーペルコパ・デ・エスパーニャ：6回 (2005, 2006, 2009, 2010, 2011, 2013)
- UEFAチャンピオンズリーグ：3回 (2005-06, 2008-09, 2010-11)
- UEFAスーパーカップ：2回 (2009, 2011)
- FIFAクラブワールドカップ：2回 (2009, 2011)

### 代表
- FIFAワールドカップ：1回 (2010)
- UEFA欧州選手権：1回 (2012)

### 個人
- サモラ賞：5回 (2004-05, 2008-09, 2009-10, 2010-11, 2011-12)